# Awangarda Czerwonej Młodzieży
Awangarda Czerwonej Młodzieży (ros. Авангард Красной Молодежи) – nielegalna, aktywnie działająca w Rosji młodzieżowa organizacja komunistyczna, powstała 4 maja 1999 roku. AKM wydaje pismo „Wystrzał kontrolowany” (Контрольный Выстрел). Wchodzi w skład opozycyjnej koalicji Inna Rosja. Liderem ugrupowania jest Siergiej Udalcow, ugrupowanie jest częścią Frontu Lewicy.